# 山坪台墓地
山坪台墓地，位于中国青海省贵德县河西乡下刘屯村，为青海省市县级文物保护单位，公布日期为1986年10月31日，类型为古墓葬。
山坪台墓地的历史年代为青铜时代。